# 八田英二
八田 英二（はった えいじ、1949年3月20日 - ）は、日本の経済学者。学校法人同志社第18代総長・理事長。同志社大学経済学部名誉教授。専攻は産業組織論および計量経済学。
京都府京都市出身。第27・28・29・30・31代同志社大学長。第7代日本高等学校野球連盟会長。

## 略歴

### 学歴
- 1971年3月 同志社大学経済学部卒業
- 1973年3月 同志社大学大学院経済学研究科修士課程修了
- 1977年6月 カリフォルニア大学バークレー校大学院経済学研究科修了(Ph.D）

### 職歴
- 1977年 同志社大学経済学部講師
- 1979年 同助教授
- 1985年4月 同教授
- 1996年4月-1998年3月 同経済学部長
- 1998年4月-2013年3月 同学長
- 2011年10月-2013年3月 学校法人同志社理事長
- 2017年4月- 同第18代総長、同理事長
- 2020年4月- 同志社大学名誉教授

### 役職
- 公益財団法人大学コンソーシアム京都理事長
- 財団法人 全日本大学野球連盟会長
- 日本私立大学連盟副会長
- 日本高等学校野球連盟会長（第7代 2015年9月16日-2021年11月30日)
- 日本学生野球協会会長

## 著書
- 『広告と市場競争』（有斐閣）
- 『実証日本経済』（晃洋書房）
- 『What's経済学』（有斐閣）　ほか